# Tragacanto

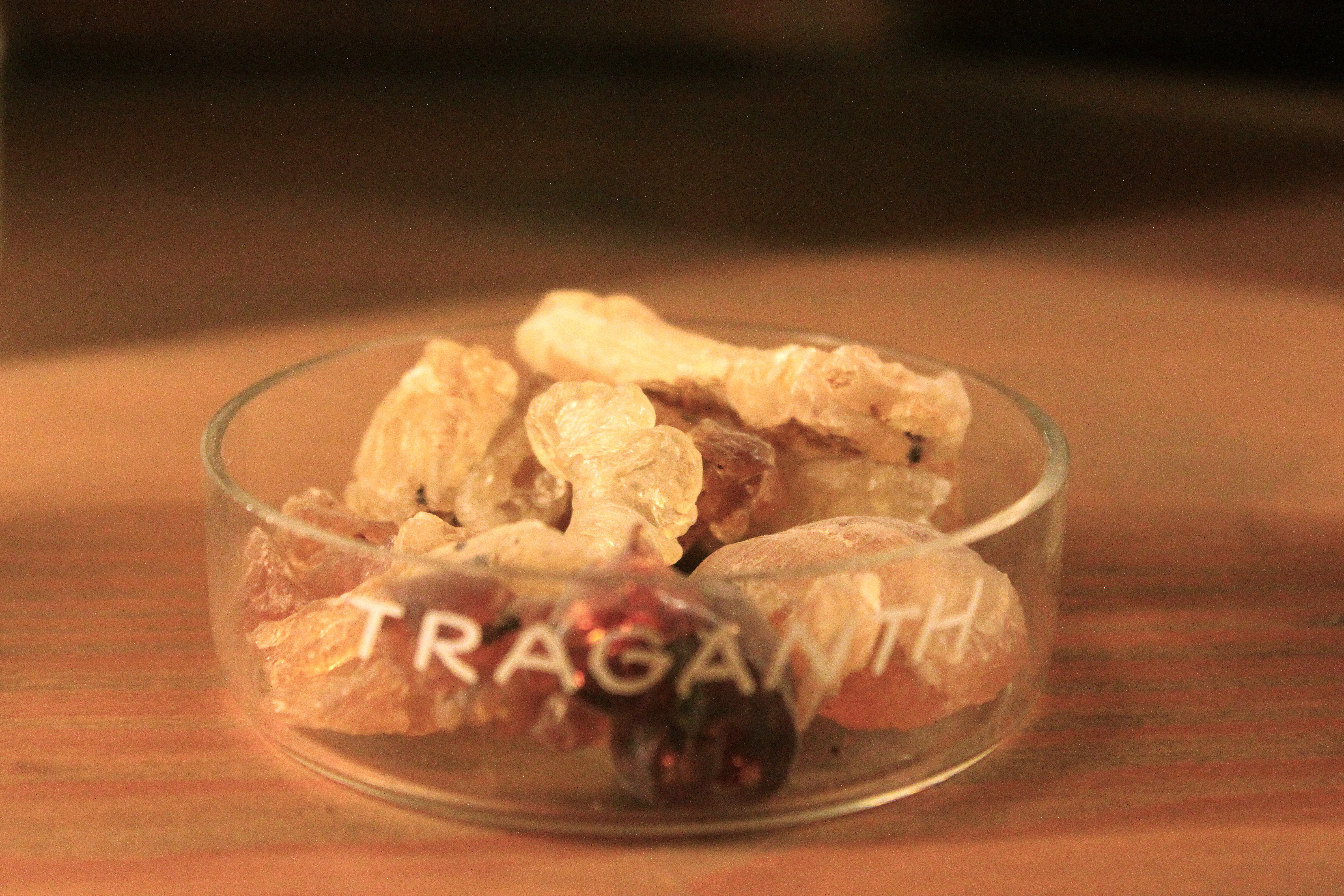
Um prato de Tragacanto

Tragacanto é uma goma natural obtida da seiva seca de várias espécies de leguminosas do Oriente Médio do gênero Astragalus, incluindo A. adscendens, A. gummifer,  A. brachycalyx,  e A. tragacantha .O nome deriva das palavras gregas tragos (que significa "cabra") e akantha ("espinho"). O Irão é o maior produtor desta goma. Conhecida desde os tempos mais remotos, aparece em várias passagens da Bíblia.
A goma tragacanta é uma mistura viscosa, inodora, insípida e solúvel em água de polissacarídeos obtida da seiva que é drenada da raiz da planta e seca. A goma escoa da planta em fitas torcidas ou flocos que podem ser pulverizados. Ele absorve a água para se tornar um gel, que pode ser mexido em uma pasta. As principais frações são conhecidas como tragacantina, altamente solúvel em água como um colóide mucilaginoso, e o bassorin quimicamente relacionado, que é muito menos solúvel, mas incha em água para formar um gel. A goma é usada em couro curtido vegetal como um composto de polimento e polimento de bordas, e ocasionalmente é usado como endurecedor em têxteis. A goma tem sido usada historicamente como um remédio herbal para condições como tosse e diarreia. Os pós que usam tragacanto como base às vezes eram chamados de diatragacanto. Como mucilagem ou pasta, tem sido usado como tratamento tópico para queimaduras. É usado em produtos farmacêuticos e alimentos como emulsificante, espessante, estabilizador e aditivo de textura (E número E413). É o aglutinante tradicional usado na confecção de pastéis de artistas, pois não adere a si mesmo da mesma forma que outras gomas (como a goma arábica) quando secas. A goma tragacanta também é usada para fazer uma pasta usada em açúcares florais para criar flores realistas em fios usados como decoração para bolos, que secam ao ar e podem levar corantes. Ele permite que os usuários obtenham um acabamento muito fino e delicado em seu trabalho. Tradicionalmente, tem sido usado como adesivo no processo de enrolamento de charutos usado para prender a tampa ou a folha "bandeira" ao corpo do charuto acabado.
No Oriente Médio, e na Turquia em particular, a goma tragacanta é usada no marmoreio de papel para fazer o tamanho para flutuar e moldar os pigmentos, assim como a carragenina é usada no Ocidente.
A goma tragacanta também é usada na fabricação de incenso como um aglutinante para manter todas as ervas em pó juntas. Sua solubilidade em água é ideal para facilitar o trabalho e espalhar uniformemente, e é uma das gomas mais fortes para reter partículas em suspensão. Apenas a metade é necessária, em comparação com a goma arábica ou algo semelhante.

## Como comida
É comum na culinária indiana como "Goond Kateera" (também escrito como "Gond Katira"). "Goond" significa "cola" ou "seiva de árvore" em hindi, então isso significaria "seiva de árvore de Kateera ". Um prato comum que o usa é o sundh especial da culinária de Jammu e Caxemira.
As pastilhas de mentol Fisherman's Friend contêm goma de tragacanto como ingrediente.